# Crateromys
Crateromys es un género de roedores miomorfos de la familia Muridae. Son endémicos de Filipinas.

## Especies
Se reconocen las siguientes:
- Crateromys australis Musser, Heaney & Rabor, 1985
- Crateromys heaneyi González & Kennedy, 1996
- Crateromys paulus Musser & Gordon, 1981
- Crateromys schadenbergi (Meyer, 1895)